# Sławia Sofia
PFK Sławia Sofia (bułg. ПФК Славия София) – bułgarski klub piłkarski założony 10 kwietnia 1913 roku. W pierwszej lidze występuje nieprzerwanie od 1924 roku.

## Historia
Chronologia nazw:
- 10.04.1913: SK Sławia Sofia (bułg. СК "Славия" (София)) – po fuzji klubów Botew Sofia i Razwitie Sofia
- 1935: SK Sławia Sofia (bułg. СК "Славия" (София)) – po fuzji z Nasze ogniszcze Sofia
- 1945: SK Sławia-45 Sofia (bułg. СК "Славия-45" (София)) – po fuzji z Byłgaria Sofia i Beżanec Sofia
- 11.09.1949: DSO Stroiteł Sofia (bułg. ДСО [Доброволческа Спортна Организация] "Строител" (София))
- 1951: DSO Udarnik Sofia (bułg. ДСО "Ударник" (София))
- 1957: DFS Sławia Sofia (bułg. ДФС "Славия" (София)) – po fuzji z Zawod 12 Sofia
- 1969: ŻSK-Sławia Sofia (bułg. ДФС "ЖСК Славия" (София)) – po fuzji z Łokomotiw Sofia
- 1971: DFS Sławia Sofia (bułg. ДФС "Славия" (София)) – po rozpadzie fuzji
- 1985: FK Sławia Sofia (bułg. ФК "Славия" (София))
- 1998: PFK Sławia 1913 Sofia (bułg. ПФК "Славия 1913" (София))

W dniu 10 kwietnia 1913 roku kilku młodych ludzi mieszkających w okolicach Pomnika Rosyjskiego, przedstawiciele założonej w 1910 roku drużyny gimnastycznej Razwitie i założonej w 1909 roku drużyny piłkarskiej Botew, postanowiło zjednoczyć się w jednym klubie. Wybrali nazwę Sławia jako symbol słowiańskości, ale także dlatego, że słyszeli już o czeskiej drużynie o tej samej nazwie (Slavia Praga), od której mieli nadzieję otrzymać zachętę. W latach 1913-1945 członkami klubu byli: SK "Luben Karawełow" (założony w 1912 r.) i SK "Benkowski" (założony w 1921 r.). W 1935 do klubu dołączył SK "Nasze ogniszcze". W 1945 roku odbyła się fuzja z klubami SK "Byłgaria" i SK "Beżanec", po czym klub stał się nazywać Sławia-45. 11 września 1949 powstała Organizacja Sportowa Wolontariatu "Stroitel", do której został wchłonięty klub. W 1951 roku organizacja została podzielona na GUTP "Stroiteł" i GUTP "Udarnik", przy czym "Stroiteł" pozostał w Grupie A, natomiast "Udarnik" został następcą najstarszego sofijskiego klubu sportowego "Sławia" i zaczął rozwijać się samodzielnie, rozpoczynając występy w Grupie B. W 1954 roku połączono obie organizacje pod nazwą USS-DSO "Udarnik" (Sofia), która obowiązywała do 1957 roku, po czym przywrócono nazwę Sławia (po fuzji z "Zawodem 12"). W latach 1969-1971 klub występował pod nazwą ŻSK-Sławia, po połączeniu z DFS "Łokomotiw" (założonym w 1929 roku).
Drużyna największe sukcesy odnosiła przed II wojną światową oraz w latach 50. i 60. XX w., kiedy to czterokrotnie zdobyła Puchar Armii Radzieckiej i – w sezonie 1966–1967 – dotarła do półfinału Pucharu Zdobywców Pucharów, w którym uległa Rangers. Ostatni tytuł mistrza kraju wywalczyła, po ponad pięćdziesięcioletniej przerwie, w 1996 roku.
Od grudnia 2006 do lipca 2007 roku szkoleniowcem Sławii po raz drugi był Aljosza Andonow, który zastąpił Serba Ratko Dostanicia. Przed rozpoczęciem sezonu 2007-2008 jego miejsce zajął były piłkarz Partizana Belgrad, Macedończyk Stevica Kuzmanovski, poprzednio pracujący w OFK Beograd i Belasicy Petricz.

## Sukcesy
- Mistrzostwo Bułgarii: 7
  - 1928, 1930, 1936, 1939, 1941, 1943, 1996
- Wicemistrzostwo Bułgarii: 10
  - 1926, 1932, 1934, 1950, 1954, 1955, 1959, 1967, 1980, 1990
- Puchar Bułgarii: 2
  - 1996, 2018
- Puchar Armii Sowieckiej: 6
  - 1952, 1963, 1964, 1966, 1975, 1980
- Puchar Bałkanów: 2
  - 1986, 1988
- Występy międzynarodowe:
  - półfinał Pucharu Zdobywców Pucharów 1966-67,
  - ćwierćfinał Pucharu Zdobywców Pucharów 1980-81

## Europejskie puchary
Legenda do wszystkich tabel:
- Q – runda eliminacyjna, 1/16, 1/8, 1/4, 1/2 – odpowiednia faza rozgrywek, Grupa – runda grupowa, 1r gr – pierwsza runda grupowa, 2r gr – druga runda grupowa, F – finał, R – runda, PO – play-off
- k. – rzuty karne, los. – losowanie, Dogr. – dogrywka, w. – zasada bramek strzelonych na wyjeździe

| Sezon   | Rozgrywki                 | Runda | Przeciwnik         | Dom     | Wyjazd  | Ogólnie      |
| ------- | ------------------------- | ----- | ------------------ | ------- | ------- | ------------ |
| 1963/64 | Puchar Zdobywców Pucharów | 1R    | MTK Budapest       | 1–1     | 0–1     | 1–2          |
| 1964/65 | Puchar Zdobywców Pucharów | 1R    | Cork Celtic        | 1–1     | 2–0     | 3–1          |
| 1964/65 | Puchar Zdobywców Pucharów | 1/8   | Lausanne Sports    | 1–0     | 1–2     | 2–2, 2–3 (N) |
| 1966/67 | Puchar Zdobywców Pucharów | 1R    | Swansea City       | 4–0     | 1–1     | 5–1          |
| 1966/67 | Puchar Zdobywców Pucharów | 1/8   | RC Strasbourg      | 2–0     | 0–1     | 2–1          |
| 1966/67 | Puchar Zdobywców Pucharów | 1/4   | Servette FC        | 3–0     | 0–1     | 3–1          |
| 1966/67 | Puchar Zdobywców Pucharów | 1/2   | Rangers            | 0–1     | 0–1     | 0–2          |
| 1968/69 | Puchar Miast Targowych    | 1R    | Aberdeen           | 0–0     | 0–2     | 0–2          |
| 1969/70 | Puchar Miast Targowych    | 1R    | Valencia CF        | 2–0     | 1–1     | 3–1          |
| 1969/70 | Puchar Miast Targowych    | 2R    | Kilmarnock         | 2–0     | 1–4     | 3–4          |
| 1970/71 | Puchar Miast Targowych    | 1R    | Hajduk Split       | 1–0     | 0–3     | 1–3          |
| 1972/73 | Puchar Zdobywców Pucharów | 1R    | FC Schalke 04      | 1–3     | 1–2     | 2–5          |
| 1973/74 | Puchar UEFA               | 1R    | Dinamo Tbilisi     | 2–0     | 1–5     | 3–5          |
| 1975/76 | Puchar Zdobywców Pucharów | 1R    | Sturm Graz         | 1–0     | 1–3     | 2–3          |
| 1980/81 | Puchar Zdobywców Pucharów | 1R    | Legia Warszawa     | 3–1     | 0–1     | 3–2          |
| 1980/81 | Puchar Zdobywców Pucharów | 1/8   | Sparta Praga       | 3–0     | 0–2     | 3–2          |
| 1980/81 | Puchar Zdobywców Pucharów | 1/4   | Feyenoord          | 3–2     | 0–4     | 3–6          |
| 1982/83 | Puchar UEFA               | 1R    | FK Sarajevo        | 2–2     | 2–4     | 4–6          |
| 1988/89 | Puchar UEFA               | 1R    | FK Partizan        | 0–5     | 0–5     | 0–10         |
| 1990/91 | Puchar UEFA               | 1R    | Omonia Nikozja     | 2–1     | 2–4     | 4–5, Dogr.   |
| 1991/92 | Puchar UEFA               | 1R    | CA Osasuna         | 1–0     | 0–4     | 1–4          |
| 1995/96 | Puchar UEFA               | Q     | Olympiakos SFP     | 0–2     | 0–1     | 0–3          |
| 1996/97 | Puchar UEFA               | 1Q    | Inkaras Kowno      | 4–3     | 1–1     | 5–4          |
| 1996/97 | Puchar UEFA               | 2Q    | FC Tirol Innsbruck | 1–1     | 1–4     | 2–5          |
| 2018/19 | Liga Europy               | 1Q    | Tampereen Ilves    | 2–1     | 1–0     | 3–1          |
| 2018/19 | Liga Europy               | 2Q    | Hajduk Split       | 2–3     | 0–1     | 2–4          |
| 2020/21 | Liga Europy               | 1Q    | FK Kukësi          | 1–2 (W) | 1–2 (W) | 1–2 (W)      |

## Stadion
Stadion Owcza Kupel został otwarty w 1932 roku.
- Pojemność: 15 992 miejsc (wszystkie siedzące)

## Kadra 2017/2018
| Nr | Poz. | Piłkarz                 |
| -- | ---- | ----------------------- |
| 1  | BR   | Georgi Petkow (kapitan) |
| 5  | OB   | Dimityr Burow           |
| 6  | OB   | Kostadin Wełkow         |
| 7  | NA   | Nasko Milew             |
| 8  | PO   | Sławczo Szokolarow      |
| 9  | NA   | Cwetelin Czunczukow     |
| 10 | PO   | Janis Karabeliow        |
| 11 | PO   | Chigozie Mbah           |
| 12 | BR   | Emanuele Geria          |
| 13 | OB   | Stefan Wełkow           |
| 14 | NA   | Iwajło Dimitrow         |
| 17 | PO   | Momcził Cwetanow        |
| 18 | PO   | Płamen Petrow           |

| Nr | Poz. | Piłkarz                |
| -- | ---- | ---------------------- |
| 23 | PO   | Władisław Uzunow       |
| 25 | OB   | Aleksandyr Aleksandrow |
| 27 | PO   | Emił Martinow          |
| 29 | NA   | Miłczo Angełow         |
| 30 | BR   | Iwajło Wasilew         |
| 32 | BR   | Andonis Sterjakis      |
| 33 | PO   | Galin Iwanow           |
| 35 | PO   | Georgi Jomow           |
| 55 | OB   | Andrea Christow        |
| 71 | PO   | Toni Iwanow            |
| 73 | PO   | Iwan Minczew           |
| 77 | PO   | Stefan Velew           |
| 99 | BR   | Luka Nakow             |